# Alfred Niepieklo
Alfred Niepieklo (Castrop-Rauxel,  11 juni 1927 –  aldaar, 2 april 2014) was een Duits voetballer. 

## Biografie
Niepieklo begon zijn carrière bij SV Castrop waarmee hij in 1950 de promotie naar de Bezirksliga kon afdwingen, hij werd ook topschutter dat jaar. In 1951 maakte hij de overstap naar Borussia Dortmund. In 1953 werden ze voor het eerst kampioen van de Oberliga West en in de eindronde om de landstitel misten ze op een haar na de finale. Vanaf het seizoen 1954/55 vormde hij samen met Alfred Kelbassa en Alfred Preißler het legendarische trio die drie Alfredo's.
In 1956 werd hij topschutter met 24 goals. De club plaatste zich voor de finale tegen Karlsruher SC en scoorde daar de 1-1 gelijkmaker. Dortmund won met 4-2 en werd voor het eerst kampioen. Het volgende seizoen had hij enkele blessures en speelde hij slechts vijftien Oberligawedstrijden en scoorde hij maar één keer. Voor de eindronde was hij echter weer fit en de club kon zich opnieuw voor de finale plaatsen, nu tegen Hamburger SV. Opmerkelijk was dat Dortmund met exact dezelfde elf de wedstrijd speelde als het jaar voordien. Nadat de club al 2-1 voorstond scoorde Niepieklo nog twee keer waardoor de titel nog meer glans kreeg. 
In seizoen 1958/59 speelde hij nog maar vijf keer en scoorde daarbij ook wel vijf keer. Zijn laatste wedstrijd speelde hij op 19 april 1959 in de 6-2 overwinning tegen Viktoria Köln. Hij bleef wel nog tot 1960 bij de club. 
Zijn dochter is getrouwd met de zoon van zijn ploegmakker Kelbassa. 